# 35ミリフィルム
35ミリフィルム（35 mm film）は、写真用・映画用の両方で広く使われていたフィルムの代表的な規格である。ミリメートルのミリから、「35 mmフィルム」とも称せられる。
1892年にジョージ・イーストマンから供給されたフィルムをウィリアム・K・L・ディクソンとトーマス・エジソンが用いだして以来、比較的変化が少ないものである。名前の由来は、写真用フィルムの幅が35 mm（約1と3/8インチ）であることからきている。標準的な映画用のシングル・フレームフォーマットでは、1フレームの両側に4つずつ穴（パーフォレーション）が開いており、1フィートにつき16フレームとなる。写真用35 mmフィルムの場合標準的には1フレームがパーフォレーション8つに対応する。

## 歴史
19世紀後半から20世紀初頭にかけて、非常に多くのカメラや映写機が開発されたが、使用しているフィルム幅はまちまちで、13〜75 mm（0.51〜2.95インチ）の範囲にばらついていた。1909年に35 mmのフィルムが国際規格に認定された上、他のサイズのフィルムや目新しいフィルムとの競争に勝って、写真用や映画用のフィルム規格として存在しているのは、35 mmのサイズにおいてフィルム価格と記録映像の品質がつりあっていたからである。35 mm用映写機は大変普及しており、35 mmは世界中ほぼ全ての商業的な映画館で上映できる規格となった。
写真用フィルムでは、1954年にライカから35mmフィルムを使用するライカM3が発表され高い評価を得たこと。日本でも1957年に日本光学が追随してニコンSPを発売して人気となったことなどから35ミリフィルムがスタンダードとなる契機となった。
この規格は非常に融通が利き、100年前から映像に音や色が加えられてきたり、より安全なFilm baseをつくるためにデザインが変更されたり、ワイドスクリーンで見たいという要望などに応えてきた。2000年代からイーストマン・コダックと富士写真フイルムが映画用35 mmフィルムの製造を複占していたが、2010年代に入り、デジタルシネマ用機材の普及や3DCGとの相性により需要が減り、2013年4月富士写真フイルムが撮影用と上映用映画フィルムの生産終了を発表。以降は2023年現在、コダックがカラーおよび白黒の映画用フィルムの生産を続ける唯一のメーカーとなっている。

## 現在の3D映画における35ミリフィルムの使用

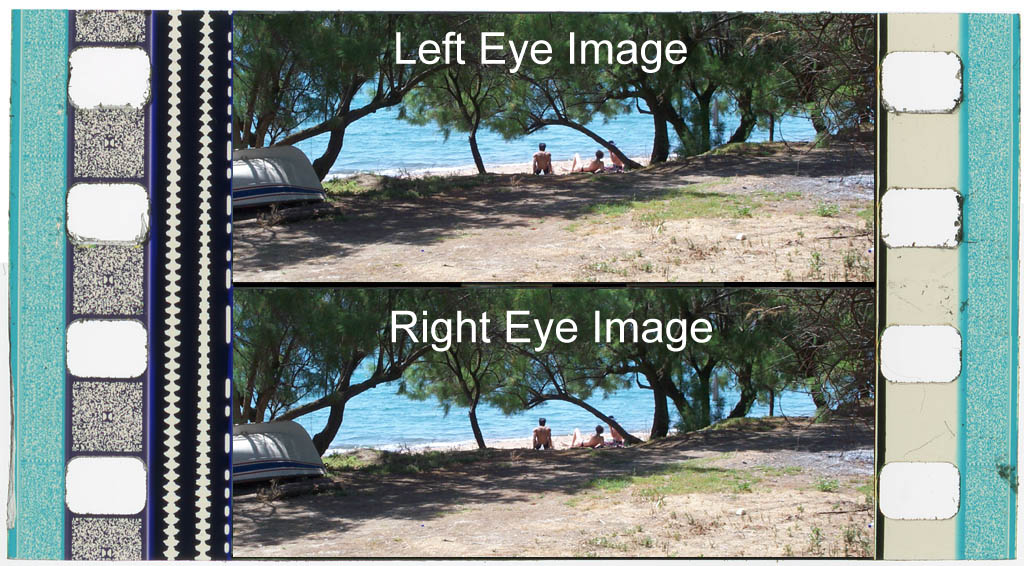
"over-under" 3D映画のフレーム。左右それぞれの目に映る映像は、通常の2D映画に収まるぐらいのサイズである

近年のデジタル3D映画の成功を受け、劇場所有者の中には、上映機器を導入するために必要とされる莫大なコストを抑えてまでも3D映画を上映できるようにしたいと考える者が出てきた。その要望に応えるべく、テクニカラーやパナビジョンといった企業から35 mmフィルム向けの上映システムが新たに出続けているが、これらのシステムは1960年代に導入された"over-under"ステレオ3D映画の最新版ともいえるものである。
観客を楽しませるこれらのシステムは、最小限の改造で通常の35 mmフィルム用上映機器でも上映できるようにするためには必要なもので、"over-under"の一般上映用フィルムが基になっている。これらのフィルムにおいて左右比 2.39:1の非歪像フィルムの映像は、2Dのスコープサイズ向けの左右比が2.39:1の歪像フィルムの映像に変換される。
フレームの寸法は、1960年代から1970年代にかけて使われたテクニスコープの2つ穴のフィルムの規格が基になっているが、左右のフィルムを同時に動かす時に使われるフィルムの規格は通常の4つ穴で、長時間向けの物も含む上映機器への改造は最小限で済む
上映機を通して映し出されるフィルムが回るスピードと、音声が流れるスピードは通常の2Dと全く同じである。
テクニカラーの場合は、左右の目に映る映像を細かく分けることで生じる偏光を利用しており、歪像レンズ（アナモルフィックレンズ）に取り付けるのと同じ方法で、細かな偏光を生み出すレンズを取り付けることが可能である。パナビジョンの方はスペクトラルをふるいにかけるシステムを用いているが、テクニカラーのシステムに似た分光フィルターレンズと組み合わせることで、テクニカラーと同じように使える。偏光デジタル3Dの効果を出すために、テクニカラーのシステムはスクリーンを要するものの、いずれのシステムもそれ以上の改造は不要であり、レンズを付け替えるだけで2Dと3Dの映像を切り替えることが可能である。
2012年6月、パナビジョンは35 mmフィルムおよびデジタル上映機器向け3D事業から撤退した。撤退を実行したのはパナビジョンの代わりに市場向け3Dシステムを行っているDVDPOシアトリカルで、「グローバル経済及び3D市場が厳しくなったため撤退した」と理由を説明している。